# Campeonato Sul-Americano de Clubes de Voleibol Feminino de 2017
O Campeonato Sul-Americano de Clubes de Voleibol Feminino de 2017 foi a décima sétima edição do torneio organizado anualmente pela CSV, com seis clubes representando os países: Argentina, Bolívia e Peru e Brasil. Foi disputado entre os  dias 14 e 18 de fevereiro no Ginásio Oranides Borges do Nascimento (Arena Praia Clube), localizado na cidade de Uberlândia, e também com partidas no Centro Olímpico em Uberaba, no Brasil. É o torneio classificatório para edição do Campeonato Mundial de Clubes de Voleibol Feminino de 2017.Edição vencida pela quarta vez  pelo clube brasileiro Rexona-Sesc e a ponteira Gabi foi eleita a Melhor Jogadora da edição.

## Formato de disputa
As seis equipes qualificadas foram dispostas em dois grupos de tres equipes, correspondente a fase classificatória,  na qual todas as equipes se enfrentaram entre si (dentro de seus grupos) em turno único. As duas primeiras colocadas de cada grupo se classificaram para a fase semifinal, na qual se enfrentaram em cruzamento olímpico.
Os times vencedores das semifinais se enfrentaram na partida final, que definiu o campeão; já as equipes derrotadas nas semifinais decidiram a terceira posição grupo (Perdedor do Jogo 8 x Perdedor do Jogo 9) e as equipes eliminadas antes da fase semifinal disputaram o quinto lugar (3º A x 3º B).
Para a classificação dentre dos grupos na primeira fase, o placar de 3-0 ou 3-1 garantiu três pontos para a equipe vencedora e nenhum para a equipe derrotada; já o placar de 3-2 garantiu dois pontos para a equipe vencedora e um para a perdedora.

## Participantes
As seguintes equipes foram qualificadas para a disputa do Campeonato Sul-Americano de Clubes de 2017:
| Equipe                    | País      | Forma de Classificação                                            | Títulos               |
| ------------------------- | --------- | ----------------------------------------------------------------- | --------------------- |
| Dentil/Praia Clube        | Brasil    | Representante da Cidade-Sede                                      | 0 (não possui)        |
| C.A. Villa Dora           | Argentina | Campeão da Liga A1 Argentina de 2015-16                           | 0 ( não possui)       |
| Club Olympic              | Bolívia   | Campeão da Liga Superior Boliviana A 2015-16                      | 0 (não possui)        |
| Boca Juniors              | Argentina | Vice-campeão da Liga A1 Argentina de 2015-16                      | 0 (não possui)        |
| Universidad de San Martín | Peru      | Campeão da Liga Nacional Superior de Voleibol 2015-16             | 0 (não possui)        |
| Rexona-Sesc               | Brasil    | Campeão da Superliga Brasileira A 2016-17e da Copa Brasil de 2017 | 3 (2013, 2015 e 2016) |

## Primeira fase
A confirmação dos clubes participantes foi divulgada no dia 19 de janeiro de 2017, pela CSV, inicialmente prevista para o período de 12 a 19 de fevereiro, posteriormente confirmado para 14 a 18 de fevereiro.As equipes foram divididas em dois grupos:

### Grupo A
Classificação
|  |                                      |
|  | Equipes classificadas às semifinais. |
|  | Equipe que disputará o quinto lugar. |

|     |                    |     | Jogos | Jogos | Jogos | Resultados | Resultados | Resultados | Resultados | Resultados | Resultados | Sets | Sets | Sets  | Pontos | Pontos | Pontos |
| Pos | Equipe             | Pts | T     | V     | D     | 3–0        | 3–1        | 3–2        | 2–3        | 1–3        | 0–3        | V    | P    | R     | V      | P      | R      |
| --- | ------------------ | --- | ----- | ----- | ----- | ---------- | ---------- | ---------- | ---------- | ---------- | ---------- | ---- | ---- | ----- | ------ | ------ | ------ |
| 1   | Dentil/Praia Clube | 6   | 2     | 2     | 0     | 2          | 0          | 0          | 0          | 0          | 0          | 6    | 0    | MAX   | 150    | 53     | 2.830  |
| 2   | C.A. Villa Dora    | 3   | 2     | 1     | 1     | 1          | 0          | 0          | 0          | 0          | 1          | 3    | 3    | 1,000 | 114    | 117    | 0.974  |
| 3   | Club Olympic       | 0   | 2     | 0     | 2     | 0          | 0          | 0          | 0          | 0          | 2          | 0    | 6    | 0,000 | 56     | 150    | 0.373  |

Resultados
| 14 de fevereiro de 2017 19:30 Relatório | C.A. Villa Dora | 3 — 0             | Club Olympic | Arena Praia Clube, Uberlândia |
| 14 de fevereiro de 2017 19:30 Relatório | 25              | Set 1 Set 2 Set 3 | 6 17 19      | Arena Praia Clube, Uberlândia |

| 15 de fevereiro de 2017 19:30 Relatório | Dentil/Praia Clube | 3 — 0             | Club Olympic | Arena Praia Clube, Uberlândia |
| 15 de fevereiro de 2017 19:30 Relatório | 25                 | Set 1 Set 2 Set 3 | 2 6          | Arena Praia Clube, Uberlândia |

| 16 de fevereiro de 2017 19:30 Relatório | Dentil/Praia Clube | 3 — 0             | C.A. Villa Dora | Arena Praia Clube, Uberlândia |
| 16 de fevereiro de 2017 19:30 Relatório | 25                 | Set 1 Set 2 Set 3 | 15 11 13        | Arena Praia Clube, Uberlândia |

### Grupo B
Classificação
|  |                                       |
|  | Equipes classificadas às semifinais.  |
|  | Equipes que disputará o quinto lugar. |

|     |                           |     | Jogos | Jogos | Jogos | Resultados | Resultados | Resultados | Resultados | Resultados | Resultados | Sets | Sets | Sets  | Pontos | Pontos | Pontos |
| Pos | Equipe                    | Pts | T     | V     | D     | 3–0        | 3–1        | 3–2        | 2–3        | 1–3        | 0–3        | V    | P    | R     | V      | P      | R      |
| --- | ------------------------- | --- | ----- | ----- | ----- | ---------- | ---------- | ---------- | ---------- | ---------- | ---------- | ---- | ---- | ----- | ------ | ------ | ------ |
| 1   | Rexona-Sesc               | 6   | 2     | 2     | 0     | 2          | 0          | 0          | 0          | 0          | 0          | 6    | 0    | MAX   | 150    | 76     | 1.974  |
| 2   | Universidad de San Martín | 3   | 2     | 1     | 1     | 1          | 0          | 0          | 0          | 0          | 1          | 3    | 3    | 1,000 | 118    | 137    | 0.861  |
| 3   | Boca Juniors              | 0   | 2     | 0     | 2     | 0          | 0          | 0          | 0          | 0          | 2          | 0    | 6    | 0,000 | 95     | 150    | 0.633  |

Resultados
| 14 de fevereiro de 2017 19:00 Relatório | Rexona-Sesc | 3 — 0             | Boca Juniors | Centro Olímpico, Uberaba |
| 14 de fevereiro de 2017 19:00 Relatório | 25          | Set 1 Set 2 Set 3 | 17 8         | Centro Olímpico, Uberaba |

| 15 de fevereiro de 2017 19:00 Relatório | Universidad de San Martín | 3 — 0             | Boca Juniors | Centro Olímpico, Uberaba |
| 15 de fevereiro de 2017 19:00 Relatório | 25                        | Set 1 Set 2 Set 3 | 22 18 22     | Centro Olímpico, Uberaba |

| 16 de fevereiro de 2017 19:00 Relatório | Rexona-Sesc | 3 — 0             | Universidad de San Martín | Centro Olímpico, Uberaba |
| 16 de fevereiro de 2017 19:00 Relatório | 25          | Set 1 Set 2 Set 3 | 16 11 16                  | Centro Olímpico, Uberaba |

## Finais
- Horários UTC-02:00

|  | Semifinais                | Semifinais              |   |                         | Final                     | Final |  |
|  |                           |                         |   |                         |                           |       |  |
|  | 17 de fevereiro - 18:30   |                         |   |                         |                           |       |  |
|  | Rexona-Sesc               | 3                       |   |                         |                           |       |  |
|  | C.A. Villa Dora           | 0                       |   |                         |                           |       |  |
|  |                           |                         |   |                         |                           |       |  |
|  |                           |                         |   |                         | 18 de fevereiro – 19:00   |       |  |
|  |                           |                         |   |                         | Dentil/Praia Clube        | 1     |  |
|  |                           | Rexona-Sesc             | 3 |                         |                           |       |  |
|  |                           |                         |   |                         |                           |       |  |
|  |                           |                         |   |                         |                           |       |  |
|  |                           |                         |   |                         | Terceiro lugar            |       |  |
|  | 17 de fevereiro – 20:30   | 17 de fevereiro – 20:30 |   | 18 de fevereiro – 15:00 | 18 de fevereiro – 15:00   |       |  |
|  | Dentil/Praia Clube        | 3                       |   | C.A. Villa Dora         | 0                         |       |  |
|  | Universidad de San Martín | 0                       |   |                         | Universidad de San Martín | 3     |  |

Resultados
Semifinais
| 17 de fevereiro de 2017 18:30 Relatório | Rexona-Sesc | 3 — 0             | C.A. Villa Dora | Centro Olímpico, Uberaba |
| 17 de fevereiro de 2017 18:30 Relatório | 25          | Set 1 Set 2 Set 3 | 10 6 17         | Centro Olímpico, Uberaba |

| 17 de fevereiro de 2017 20:30 Relatório | Dentil/Praia Clube | 3 — 0             | Universidad de San Martín | Centro Olímpico, Uberaba |
| 17 de fevereiro de 2017 20:30 Relatório | 25                 | Set 1 Set 2 Set 3 | 18 23 13                  | Centro Olímpico, Uberaba |

Disputa pela Quinta posição
| 18 de fevereiro de 2017 13:00 Relatório | Club Olympic | 1 — 3                   | Boca Juniors | Arena Praia Clube, Uberlândia |
| 18 de fevereiro de 2017 13:00 Relatório | 25 12 18 12  | Set 1 Set 2 Set 3 Set 4 | 20 25        | Arena Praia Clube, Uberlândia |

Disputa pelo terceiro lugar
| 18 de fevereiro de 2017 15:00 Relatório | C.A. Villa Dora | 0 — 3             | Universidad de San Martín | Arena Praia Clube, Uberlândia |
| 18 de fevereiro de 2017 15:00 Relatório | 20 29 17        | Set 1 Set 2 Set 3 | 25 31 25                  | Arena Praia Clube, Uberlândia |

Final
| 18 de fevereiro de 2017 19:00 Relatório | Dentil/Praia Clube | 1 — 3                         | Rexona-Sesc | Arena Praia Clube, Uberlândia Árbitro(s): ARG Cristián Chunco ARG Pablo Pérez |
| 18 de fevereiro de 2017 19:00 Relatório | 19 25 19 10 0      | Set 1 Set 2 Set 3 Set 4 Set 5 | 25 20 25 0  | Arena Praia Clube, Uberlândia Árbitro(s): ARG Cristián Chunco ARG Pablo Pérez |

## Premiação
| Campeonato Sul-Americano de Clubes de 2017 |
| Brasil                                     |
| ------------------------------------------ |
| Rexona-Sesc Campeão (4º título)            |

## Classificação Final
| Posição           | Equipe                    | Classificação                        |
| ----------------- | ------------------------- | ------------------------------------ |
| Medalha de ouro   | Rexona-Sesc               | Campeonato Mundial de Clubes de 2017 |
| Medalha de prata  | Dentil/Praia Clube        |                                      |
| Medalha de bronze | Universidad de San Martín |                                      |
| 4                 | C.A. Villa Dora           |                                      |
| 5                 | Boca Juniors              |                                      |
| 6                 | Club Olympic              |                                      |

## Prêmios individuais
A seleção do campeonato será composta pelas seguintes jogadoras:
- MVP (Most Valuable Player): Gabi